# Obigrella nigra
Obigrella nigra is een hooiwagen uit de familie Sclerosomatidae.